# Искусство войны (фильм)
«Искусство войны» (англ. The Art of War) — канадско-американский фильм-боевик. Название фильма происходит из одноимённого трактата, написанного древнекитайским стратегом Сунь-Цзы, который также частично влияет на сюжет фильма.
Тэглайн: А Вы знаете, кто Ваш враг?

## Сюжет
Канун китайского Нового года, Гонконг, 1999 год. Специальный агент ООН Нил Шоу вместе со своей группой проводит операцию по выявлению преступлений китайского генерала Чана. Шоу крадёт из его компьютера чертежи военных боевых ракет. Он связывается с Чаном и говорит ему, что похитил данные и, чтобы о его преступлении не узнало правительство, тот должен наладить отношения с Северной Кореей. Чан насылает на Нила своих головорезов. Нил отбивается от них и успевает спрыгнуть с парашютом, однако получает тяжёлое ранение в плечо.
Проходит 18 месяцев. В порту США прибывает корабль, внутри которого находятся полусгнившие трупы вьетнамских беженцев. Это событие может помешать торговому соглашению с Китаем. Сенатор Дуглас Томас приказывает заместителю гос-секретарю ООН Элеанор Хукс разобраться с этим. Она приказывает своему агенту Роберту Блаю найти Нила Шоу. Блай находит Шоу и ему удаётся уговорить того вернуться на службу. Шоу прибывает к Хукс и им вместе удаётся узнать, что к преступлению причастны работорговля и преступные синдикаты.
Вместе с группой оперативников ООН Шоу отправляется на собеседование китайского посла Ву. В ходе собеседования посла убивает неизвестный снайпер, а Шоу теряет связь с Блаем, считая его мертвым. Герой гонится за снайпером, однако его настигает полиция. Нил понимает, что гнался за самим собой. Во время допроса Шоу в камеру приходит Джулия Фэнк, которая была свидетельницей убийства своей подруги во время собеседования. Она отмечает, что Нил невиновен. Доставить Шоу приказывают инспектору Капелле. По дороге на их автомобиль нападает триада и забирает Нила в заложники, а Капелла выживает благодаря бронежилету.
Нил перебивает всех находящихся в машине членов триады и успевает спрыгнуть с неё, пока она не взрывается. Он направляется к своей знакомой оперативнице, которая проводила с ним операцию на конференции. Однако, придя к ней в дом, он становится свидетелем её убийства триадой. Шоу перебивает всех бандитов в её квартире, берёт оружие и объявления с пропажей кота, в котором находится скрытый шифр.
Джулия Фэнк едет в больницу к своей умершей подруге. Там она встречает её мать, но вскоре обнаруживает труп старушки и бандитов. Головорезы собираются убить её, но появляется Шоу и спасает её. Они уезжают на его автомобиле. Нил рассказывает ей, что его подставили и собираются убить, как и её, и Джулия верит ему. Они заезжают в магазин, чтобы закупиться продуктами. Внезапно Нил обнаруживает в магазине бандита с бомбой. Ему удаётся обезвредить её и победить триадца. Вместе с Джулией они крадут автомобиль и скрываются с места преступления. Нил говорит Джулии, что, скорее всего, на неё повесили «жучок», и заставляет её раздеться догола. Позже Шоу даёт ей новую одежду.
Используя зацепки, Нил приезжает в пекарню «Куки», под которой находится подпольное заведение. Под видом рабочего, Шоу проникает в клуб «мужчин и секса», где все женщины ходят с голой грудью. Там он находит члена Триады, однако на место приезжает Капелла и Нил едва успевает уйти.
Нил просит Джулию скачать из Интернета видео убийства посла Чена. На видео Шоу обнаруживает, что китайский консул Дэвид Чан поднял голову на снайпера — знак того, что Чан знал об убийстве. Шоу посылает Джулию в штаб-квартиру ООН к Элеанор Хукс, чтобы та показала ей запись, а сам едет к Чану. Герой приезжает к консулу и требует у него информацию об убийстве, однако того убивает неизвестный убийца. Нил гонится за убийцей и обнаруживает, что убийцей является умерший Блай. Блаю удаётся бежать.
Фэнк прибывает к Хукс и показывает ей запись. Элеанор не реагирует на запись, и Джулия понимает — та является предателем. Цитируя «Искусство войны», Хукс говорит, что Китай всегда стремился разрушить экономику США, а торговое соглашение поможет ему закрепить своё могущество. Фэнк пытается покинуть здание, однако двери заблокированы. Она звонит Нилу и рассказывает о произошедшем. Блай устраивает на девушку охоту в здании, однако Джулии удаётся спрятаться от него в туалете. Тем временем Шоу вспоминает ключевые события его контакта с Блаем и звонит Капелле. На глазах инспектора Нил вырезает из плеча «жучок», который ему подсадил вовремя перевязки Роберт. После этого Капелла и Шоу решают объединить усилия.
Хукс в штаб-квартире ООН приказывает Блаю найти Джулию и убить её. Ей удаётся разобраться с охраной, и на девушку начинается охота. Фэнк выходит из туалета, после чего попадается на глаза Блаю в опустевшем здании. Она пытается убежать от злодея, а в этот момент появляется инспектор Капелла и отвлекает внимание террориста. Далее на Блая нападает Шоу. Они решают драться по «закону улиц», но когда патроны в пистолетах заканчиваются, два лучших агента ООН вступают в рукопашную схватку. В ходе схватки Роберту вбивается в шею осколок стекла, и тот умирает в мучениях. Джулия и Нил покидают здание.
Хукс едет в лимузине. Ей звонит Шоу и рассказывает, что всё её зло попадёт в руки правительства. Элеанор говорит ему, что имеет большие связи, а в этот момент водитель стреляет ей в голову. Шоу выходит из телефонной будки и в этот момент приезжает полиция и предлагает ему сдаться. Капелла инсценирует смерть Шоу: полицейские стреляют в Нила, когда тот делает вид что хочет выстрелить. Капелла "убеждается", что Нил "мёртв", и просит унести тело.
Джулия Фэнк сидит в ресторане и читает газету. В этот момент к ней подходит Нил в костюме повара. Герои, держась за руки, идут под зонтиком по улице.

## В ролях
| Актёр               | Роль         |
| ------------------- | ------------ |
| Уэсли Снайпс        | Нил Шоу      |
| Дональд Сазерленд   | Дуглас Томас |
| Энн Арчер           | Элеанор Хукс |
| Майкл Бин           | Роберт Блай  |
| Мори Чайкин         | Капелла      |
| Мари Матико         | Джулия Фэнь  |
| Кэри-Хироюки Тагава | Дэвид Чан    |
| Джеймс Хонь         | посол Ву     |

## Интересные факты
- Изначально роль Шоу планировалась для Джета Ли.
- Уэсли Снайпс и Кэри-Хироюки Тагава раннее вместе сыграли в фильме «Восходящее солнце».
- В фильме «Пассажир 57» герой Уэсли Снайпса, когда стюардесса пересчитывает пассажиров, читает книгу «The Art of War».
- У фильма есть сиквел 2008 года под названием «Искусство войны 2».